# الک مرسر
الک مرسر (انگلیسی: Alec Mercer؛ 12 September 1891 – ۱۹۷۷ (۸۵−۸۶ سال)) بازیکن فوتبال بود.